# Magnus Johann von Grotenhjelm
Magnus Johann von Grotenhjelm (vagy Grotenhelm, Grotenhielm), oroszos névformában Максим Максимович Гротенгельм, ejtsd Makszim Makszimovics Grotengelm, (1789–1867. november 15.); az orosz cári haderő tábornoka. Altábornagyi rangban részt vett az 1848–49-es forradalom és szabadságharc elleni orosz hadjáratban.

## Életpályája
Balti német katonacsaládból származott. A Tartui Egyetemen tanult. 1807-ben kezdte meg katonai pályafutását a livóniai milíciánál. 1808-tól a huszároknál szolgált, a napóleoni háborúkban harcolt a franciák, az orosz-oszmán háborúkban a törökök ellen, majd az 1830–1831-es lengyel felkelés leverésében, és a kaukázusi harcokban is részt vett. Hadi tetteiért arany díszkarddal tüntették ki, „Vitézségért” (Für Tapferkeit) felirattal, és megkapta a porosz „Pour le Mérite” katonai érdemrendet is.
1849-ben a II. tartalék lovashadtest 2. ulánus hadosztályának a parancsnoka lett. 1849 májusában egy lovas és egy gyalogosdandárból álló különítmény élén Bukovina védelméért felelt, majd június 17-én betört Észak-Erdélybe. Június 21-22-én két ütközetben szétverte a besztercei honvéd hadosztályt, amely csak 70 kilométeres futás után rendezhette sorait valamelyest. Grotenhjelm altábornagy azonban nem tudja kihasználni e győzelmét, mert teljesen alárendelték Alekszandr Lüders gyalogsági tábornoknak, akivel viszont nem volt kapcsolata, eredeti parancsa pedig Beszterce környékére korlátozta működését.
Július végén részt vett a Székelyföld elfoglalásában, eközben többször is vereséget mért a Damaszkin György vezette magyar hadosztályra. A Kazinczy Lajos tábornok vezette észak-erdélyi magyar hadsereg előtte tette le a fegyvert Zsibónál (augusztus 24-25.).
1867-ben hunyt el. A wiesbadeni Szent Erzsébet orosz ortodox templom temetőjében nyugszik.